# Lucão do Break
Lucas Vinicius Gonçalves Silva (sinh ngày 14 tháng 9 năm 1991), được biết đến nhiều với tên gọi Lucão do Break hay Lucão, là một cầu thủ bóng đá chuyên nghiệp người Brasil hiện đang thi đấu ở vị trí tiền đạo cho câu lạc bộ Hải Phòng.

## Sự nghiệp bóng đá
Lucão trưởng thành từ lò đào tạo trẻ của Porto Alegre của Brasil trước khi sang Nhật Bản chơi bóng cho Shonan Bellmare tại J2 League khi mới 20 tuổi. Tại giải J2 League 2011, anh ra sân 15 trận và ghi được 2 bàn thắng.
Trước khi thi đấu ở Việt Nam, Lucão đã khoác áo đến 20 câu lạc bộ khác nhau và chưa có đội bóng nào anh gắn bó quá 2 mùa giải. Mùa giải thành công nhất của anh là mùa 2018 khi ghi được 16 bàn thắng và 4 kiến tạo sau 30 trận ra sân tại Série B cho câu lạc bộ Goiás.

### Hà Nội
Lucão gia nhập câu lạc bộ Hà Nội trong kỳ chuyển nhượng giữa mùa giải 2022. Anh đã hòa nhập tốt với đội bóng Thủ đô khi ghi 2 bàn thắng trong 2 trận đấu đầu tiên tại V.League 1. Ngày 23 tháng 11, anh lập một cú đúp vào lưới Hoàng Anh Gia Lai trong trận bán kết Cúp Quốc gia đưa Hà Nội vào chung kết. Kết thúc mùa giải 2022, anh ghi tổng cộng 10 bàn thắng sau 15 lần ra sân giúp Hà Nội giành cú đúp danh hiệu V-League và Cúp Quốc gia.
Sang mùa giải 2023, Lucão là cầu thủ ngoại duy nhất được Hà Nội FC giữ lại. Anh khởi đầu mùa giải bằng bàn thắng mở tỷ số trong trận tranh siêu cúp với câu lạc bộ Hải Phòng. Sau 4 vòng đầu tiên "tịt ngòi" tại V.League 2023, Lucão đã ghi bàn trong 3 trận đấu liên tiếp.

### SHB Đà Nẵng
Bước vào giai đoạn 2 của mùa giải 2023, Lucao gia nhập SHB Đà Nẵng với mục tiêu giúp đội bóng sông Hàn trụ hạng. Sau khi cập bến đội chủ sân Hòa Xuân, Lucao được trao băng thủ quân. Anh đã ghi 4 bàn thắng sau 6 trận trong, nhưng chừng đó là không đủ để giúp SHB Đà Nẵng trụ lại V.League. Sau khi, SHB Đà Nẵng xuống hạng, Lucao đã rời khỏi đội bóng.

### Hải Phòng
Ngày 19 tháng 8 năm 2023, Lucao ký hợp đồng thi đấu cho Hải Phòng sau khi xuất hiện trên sân vận động Lạch Tray cùng với áo đấu của đội bóng hoa phượng đỏ.

## Thống kê sự nghiệp
Tính đến 21 tháng 8 năm 2018
| Câu lạc bộ      | Mùa giải       | Giải đấu                   | Giải đấu | Giải đấu | Giải bang | Giải bang | Cúp  | Cúp | Khác | Khác | Tổng cộng | Tổng cộng |
| Câu lạc bộ      | Mùa giải       | Hạng                       | Trận     | Bàn      | Trận      | Bàn       | Trận | Bàn | Trận | Bàn  | Trận      | Bàn       |
| --------------- | -------------- | -------------------------- | -------- | -------- | --------- | --------- | ---- | --- | ---- | ---- | --------- | --------- |
| Shonan Bellmare | 2011           | J2 League                  | 15       | 2        | —         | —         | 2    | 0   | —    | —    | 17        | 2         |
| Portimonense    | 2011–12        | Liga de Honra              | 12       | 0        | —         | —         | —    | —   | —    | —    | 12        | 0         |
| Sergipe         | 2013           | Série D                    | 10       | 3        | 20        | 7         | —    | —   | —    | —    | 30        | 10        |
| Mogi Mirim      | 2013           | Série C                    | 3        | 1        | —         | —         | —    | —   | —    | —    | 3         | 1         |
| Caxias          | 2014           | Série C                    | 9        | 1        | 12        | 2         | —    | —   | —    | —    | 21        | 3         |
| Sergipe         | 2015           | Sergipano                  | —        | —        | 7         | 1         | —    | —   | —    | —    | 7         | 1         |
| Resende         | 2015           | Série D                    | 1        | 0        | —         | —         | —    | —   | —    | —    | 7         | 1         |
| São Bento       | 2015           | Paulista                   | —        | —        | —         | —         | —    | —   | 4    | 1    | 4         | 1         |
| Sergipe         | 2016           | Série D                    | 0        | 0        | 7         | 2         | —    | —   | —    | —    | 7         | 2         |
| Zimbru Chișinău | 2016–17        | Moldovan National Division | 7        | 0        | —         | —         | —    | —   | —    | —    | 7         | 0         |
| Cruzeiro-RS     | 2017           | Gaúcho                     | —        | —        | 12        | 2         | —    | —   | —    | —    | 12        | 2         |
| América-RN      | 2017           | Série D                    | 3        | 2        | —         | —         | —    | —   | —    | —    | 3         | 2         |
| Criciúma        | 2017           | Série B                    | 27       | 10       | —         | —         | —    | —   | —    | —    | 27        | 10        |
| Goiás           | 2018           | Série B                    | 16       | 10       | 11        | 5         | 4    | 0   | —    | —    | 31        | 15        |
| Hà Nội          | 2022           | V.League 1                 | 13       | 8        | —         | —         | 2    | 2   | —    | —    | 15        | 10        |
| Hà Nội          | 2023           | V.League 1                 | 7        | 3        | —         | —         | 0    | 0   | 1    | 1    | 7         | 3         |
| Hà Nội          | Tổng cộng      | Tổng cộng                  | 20       | 11       | 0         | 0         | 2    | 2   | 1    | 1    | 22        | 13        |
| Tổng sự nghiệp  | Tổng sự nghiệp | Tổng sự nghiệp             | 27       | 9        | 33        | 15        | 0    | 0   | 5    | 1    | 65        | 25        |

1. ↑  Số trận ra sân tại Copa Paulista.

## Danh hiệu
Sergipe
- Campeonato Sergipano: 2013, 2016

Hà Nội
- V.League 1: 2022
- Cúp quốc gia: 2022
- Siêu cúp quốc gia: 2022